# Раков, Александр Григорьевич
Александр Григорьевич Раков (9 октября 1947, Вена, Австрия — 17 сентября 2018, Санкт-Петербург) — российский православный писатель, публицист, журналист. Член Союза писателей России. Главный редактор всероссийской газеты «Православный Санкт-Петербург» (1993 по 2018 гг.), а также газет: «Соборная весть», «Горница», «Правило веры», «Чадушки».

## Биография
Родился 9 октября в 1947 году в городе Вене в Австрии, в семье боевого офицера советской армии. С 1967 по 1969 годы проходил срочную службу в рядах армии: в школе сержантов в Свердловске, а затем командиром зенитно-ракетной пусковой установки на ракетных точках Северного Казахстана. В посёлке Халилово Оренбургской области был назначен инструктором по комсомольской работе полка.
Впервые печататься начал в 1967 году. Во время службы размещал свои авторские материалы в армейской газете «На страже Родины». Там были опубликованы его первые стихи, зарисовки, репортажи, переводы с английского. Его даже пригласили работать в Свердловском отделе. После увольнения со службы стал трудиться шлифовальщиком, резчиком камня, грузчиком, прессовщиком пластмассы. Затем перешёл на работу в корреспондентский пункт в ЛОЭП «Светлана» в информационно-пропагандистский центр.
В 1980 году завершил обучение на русском отделении филологического факультета Ленинградского государственного университета, защитил итоговую работу на тему «Творчество раннего Достоевского».
C 1991 года стал работать корреспондентом районной газеты «Вестник Выборгской стороны». В 1992 году перешёл трудиться журналистом в газету «Реклама-шанс», с 1993 — главный редактор газеты «Балтийский курьер», именно при этом издании и появилась газеты «Православный Санкт-Петербург». В 1993 году был утверждён в должности главного редактора этой всероссийской газеты и её дочерних изданий: «Правило веры», «Горница», «Соборная весть», «Чадушки».
Член Союза писателей России с 2003 года, член правления Санкт-Петербургского отделения Союза писателей России. Автор поэтической антологии «Поэзию любят красивые люди».
В последние годы жизни много времени уделял «Домику творчества», который был размещён на берегу Ладожского озера, на дачном участке. Домик перерос в музей, где писатель организовал экспозицию, повествующую о новой современной русской литературе.
Проживал в Санкт-Петербурге. Умер 17 сентября 2018 года.